# Cinq Ratha
Les cinq Ratha (ou Pancha Ratha) — Yudhishthira (ou Dharmaraja), Bhima, Arjuna, Draupadi et Nakula-Sahadeva — sont des monuments monolithiques de tailles et de formes différentes excavés  dans un seul bloc de roche d'une petite colline, descendant en pente douce vers le sud, au sud du village de Mahabalipuram au Tamil Nadu en Inde.
Le terme ratha est incorrectement utilisé ici car il signifie « chariot » (voir Puri), comme ceux utilisés dans les processions. Les Rathas de Mahâbalipuram n'ont pas de roue, contrairement au temple de Surya de Konarak qui est en forme de chariot avec des roues, tiré par des chevaux sculptés.
Le Dharmaraja a été dégagé à partir de la partie la plus haute de la colline, puis suivent par ordre décroissant de taille, le Bhima, l'Arjuna et le Draupadi.
Le Sahadeva a été excavé d'une roche un peu plus grande placée à l'ouest de Draupadi. Juste devant le Draupadi, deux autres roches plus petites ont été sculptées en forme d'éléphant et de lion, le véhicule de Durga. Derrière le Draupadi et l'Arjuna, qui se tiennent sur une plate-forme commune, se trouve un Nandin, le taureau, blanc véhicule de Shiva.
Ces Rathas reprennent les formes de temples existant à l'époque de leur excavation et qui étaient faits de matériaux périssables (bois, briques, pierres, mortier).
Avec l'ensemble du groupe des monuments de Mahabalipuram (en), le site a été classé comme un site du patrimoine mondial de l'UNESCO .

## Architecture
Pancha Rathas est un exemple d'architecture indienne taillée dans la roche. Le complexe a été sculpté sous le règne du roi Narasimhavarman Ier (630-668 ap. J.-C.) : l'idée de réaliser des bâtiments monolithiques, une innovation dans l'architecture indienne, est attribuée à ce règne. Le complexe est sous les auspices de l'Archaeological Survey of India (ASI).
Chacun des cinq monuments du complexe - huit avec les animaux - ressemble à un char (ratha) et chacun est sculpté sur une pierre ou un monolithe unique et long, en granit qui s'incline légèrement dans le sens nord-sud.
Bien que parfois désignés par erreur sous le nom de temples, les structures n'ont jamais été consacrées car elles n'ont jamais été achevées après le décès de leur inspirateur.

### Draupadi
Draupadi, porte le nom de la femme commune des cinq Pāndava, héros du Mahābhārata.
Ce temple en forme de hutte avec toit de chaume est dédié à Dourga.
Il s'agit d'un temple au plan simple, carré, à une cella. Sa toiture évoquant les toits de chaume rappelle sans doute des chapelles de villages construites en matériaux périssables et qui n'ont pas survécu. Ce modèle restera sans lendemain dans la pierre, mais sans doute toujours important dans l’architecture populaire.
Le Ratha Draupadi est une structure en pierre de 3,3 m de haut située au nord du Ratha d'Arjuna avec lequel il partage sa plate-forme. Dédié à Dourga  (dont l'image est gravée sur le mur arrière), le monument ressemble à une cabane en bois au toit courbe. La structure est ornée alternativement de lions et d'éléphants sculptés.
Le plan est celui d'un temple hindou simplifié de style Nagara. La représentation de la divinité du sanctuaire est manquante, mais un panneau en bas-relief y montre Dourga à quatre bras (deux sont brisés) debout, flanquée de deux adorateurs agenouillés et de quatre nains volants.
Le Ratha présente des bas reliefs de Dourga ; trois images sur les murs extérieurs et une sur un mur intérieur. La déesse Dourga exposée à l'est est sous sa forme Mahishasuramardini, avec la tête de buffle. On peut voir près d'elle des dévots, des "makaras" (créatures marines mythiques) et des "ganas" (nains mythiques et comiques).

### Arjuna
Le ratha d'Arjuna, est une structure pyramidale plus petite que celle du Dharmaraja mais homothétique. Sans doute dédié à Shiva, étant donné la présence du taureau Nandi couché à l’arrière, ce temple présente un plan simple, carré avec des ressauts, précédé d’un vestibule aux parois nues.
Il est marqué par le style dravidien, comme le montre sa toiture pyramidale de faux étages décroissants. Son décor sculpté montre des divinités associées au dieu principal. Sur tous ses côtés des panneaux en bas-reliefs montrent les traditionnels gardiens dvarapalas, des couples royaux, Shiva se penchant sur Nandi, Indra sur Airavatha ou Vishnou s'inclinant vers Garuda.

### Bhima

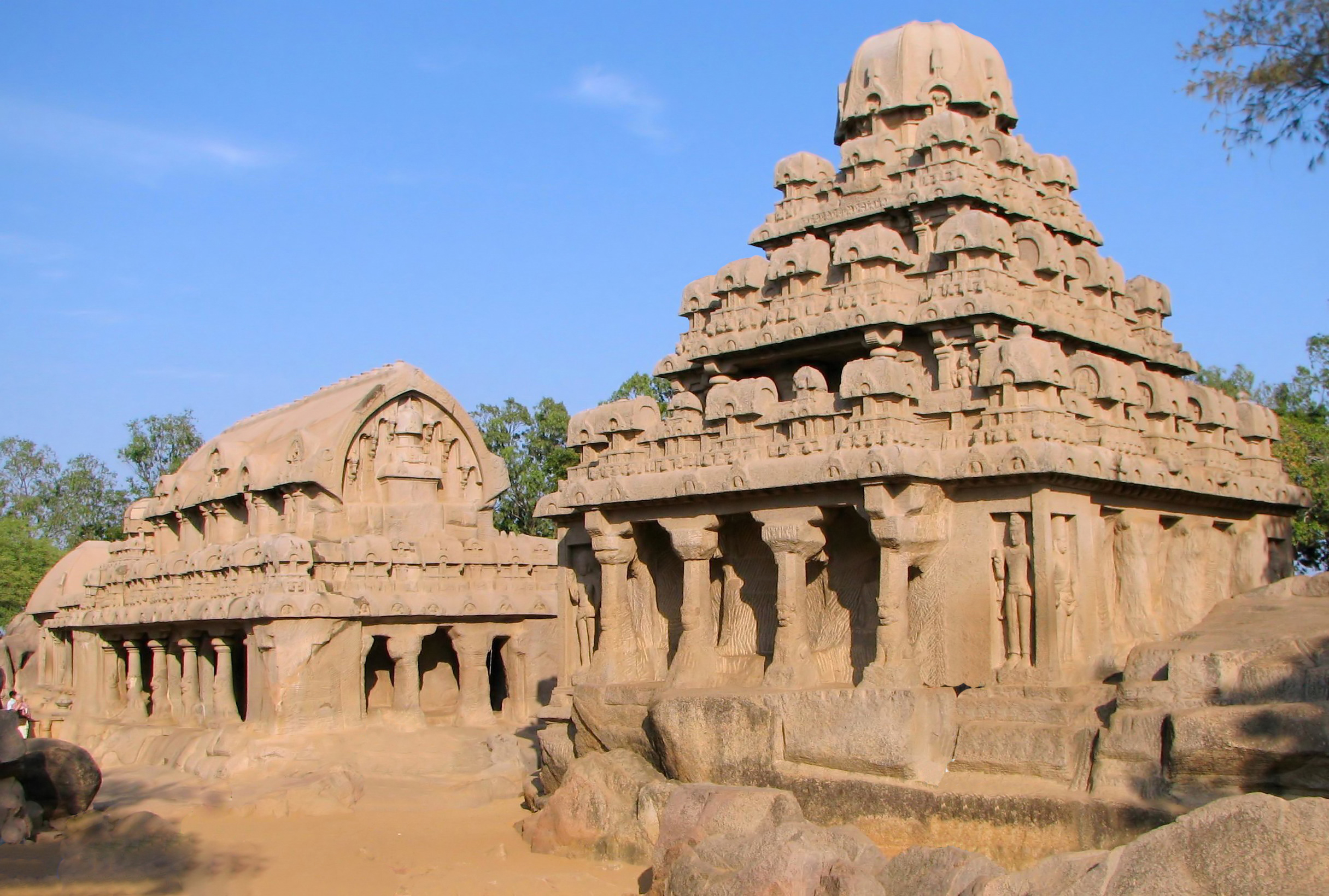
Les Ratha Bhima et Dharmaraja (D et E)
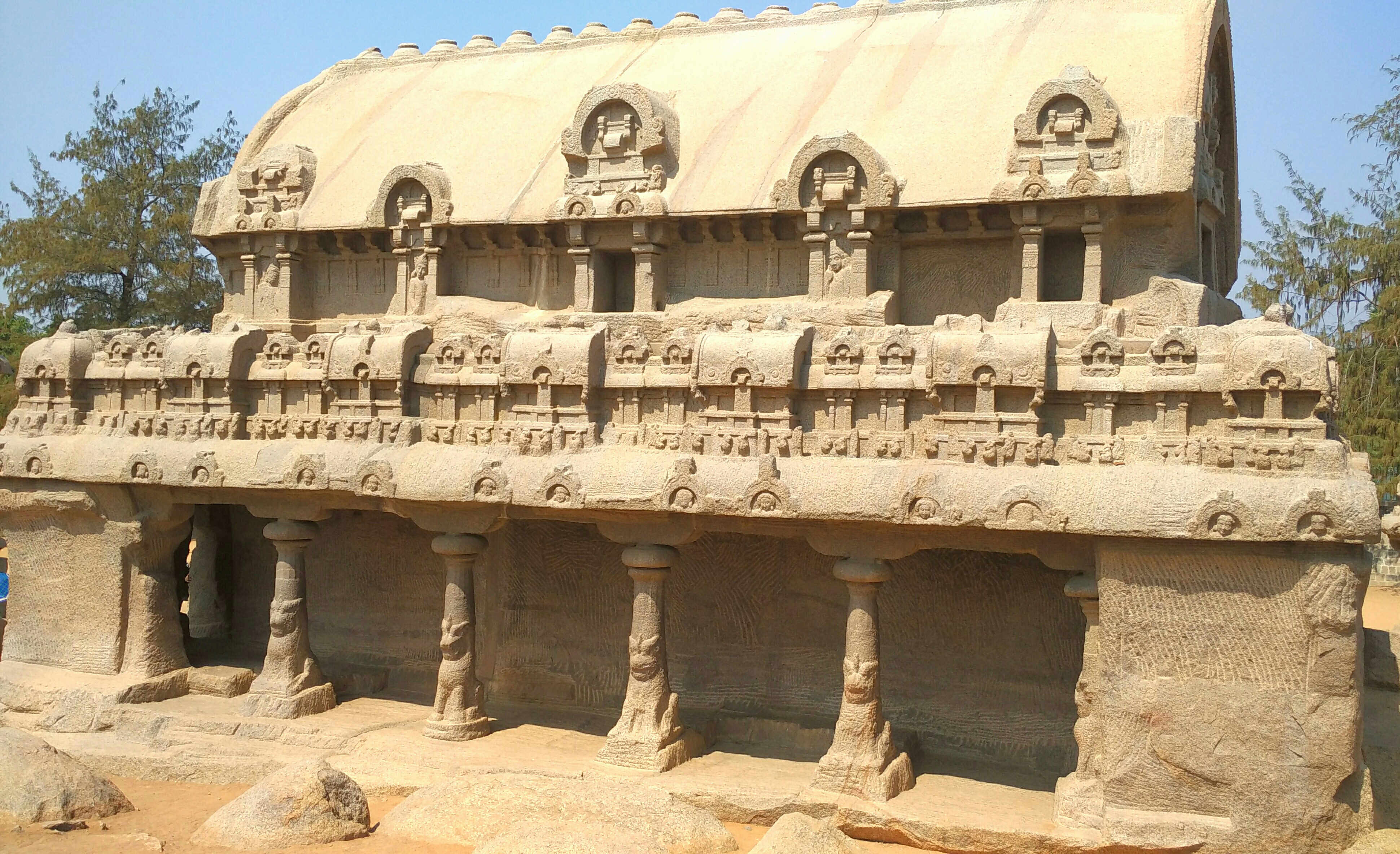
La colonnade du Bhima ratha.
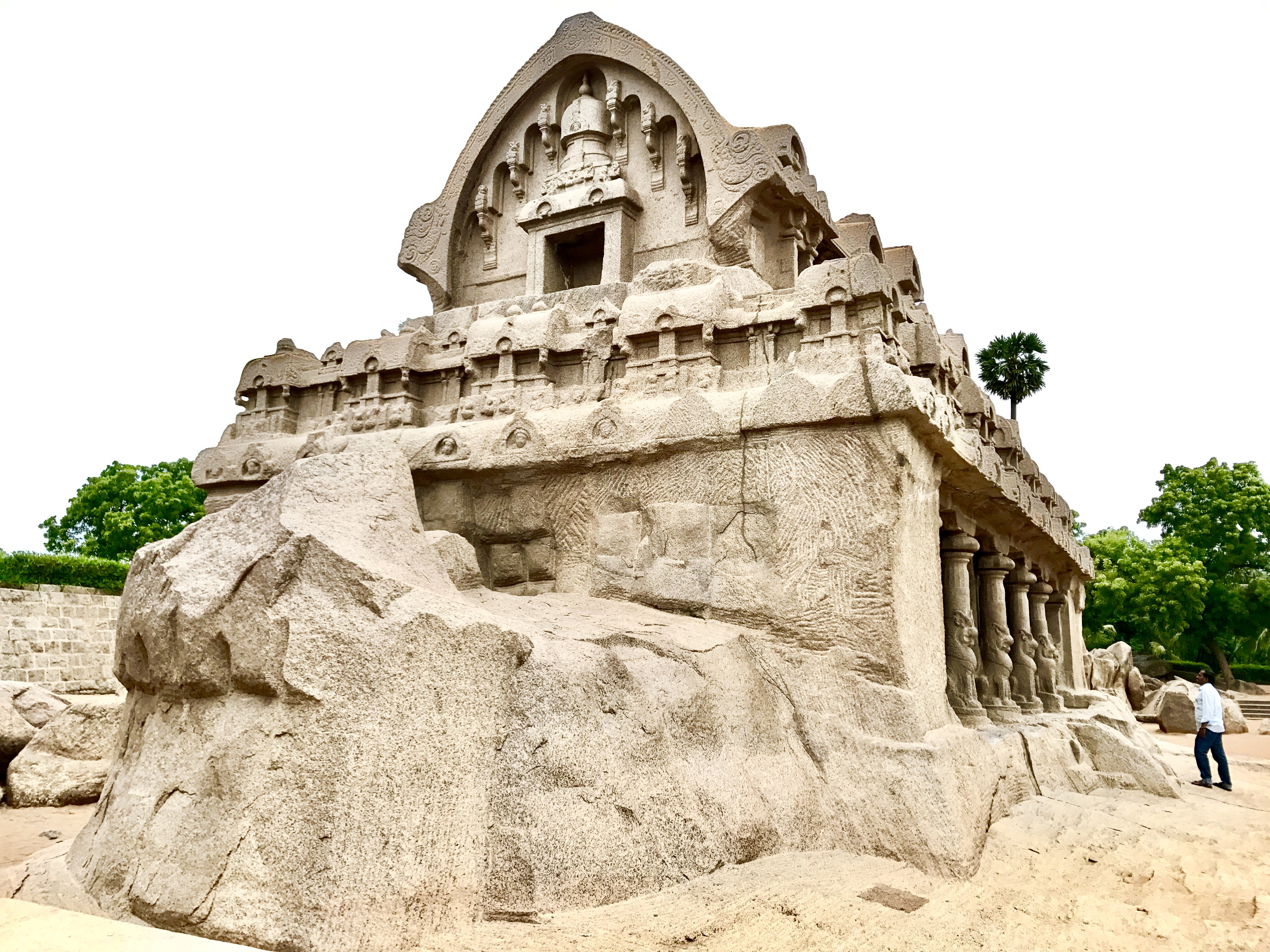
Le pignon : indication de la charpente courbe et des embouts de panne sculptés.

Bhima, temple à étages, avec colonne à piètements de lion, transposition libre de l'organisation d'une salle de réunion bouddhique (chaitya), dédié à Vishnou.
Ce ratha de plan rectangulaire, est couvert en  berceau brisé . On note de petits édifices en bas relief sur la corniche. Le temple ne contient aucune statue.

### Dharmaraja
Dharmaraja ou Yudhishthira, temple surmonté d'une structure pyramidale de trois étages, inachevé, est le seul portant une inscription faisant référence au roi Pallava Nârasimhavarman Ier. C'est le plus haut monument du site.
Dédié à Shiva, il est bâti sur le même principe que le ratha d’Arjuna, un plan carré et une véranda, une toiture dravidienne à deux faux étages et une corniche avec des réductions d’édifices. On note peut-être l'ébauche d’un déambulatoire. Les divinités sculptées à l’extérieur comportent un Shiva et un harihara.
Sur le côté est, on trouve une représentation de Ardhanarishvara, qui est Shiva et son épouse Parvati en une seule sculpture androgyne.
Sur le côté nord, se trouve Harihara, autre représentation de la dualité, de Shiva et de Vishnou, celle-ci. Au sud, une sculpture majestueuse censée être le roi Narasimha Varman. Les niveaux supérieurs montrent une profusion de représentation des principaux dieux et des inscriptions en écriture pallava.

### Nakula-Sahadeva
Nakula-Sahadeva, de structure absidiale, dédié à Indra. Très inachevé, ce Ratha présente un plan original absidial avec un porche soutenu par des colonnes de style mamalla. La conception en abside de ce temple hindou est relativement peu commune, mais on la trouve à Aihole et ailleurs en Inde.
Le temple à deux étages de style Vesara, mesure 4,90 m de haut et 5,50 m de long. Il a des absides de style kutas et salas comme les autres, mais il est unique en ayant aussi des jalis.
La divinité à laquelle il aurait pu être dédiée est théoriquement Kârttikeya, Brahmā, Ayyappan ou Indra. Au nord-est se trouvent un éléphant debout et le Ratha d'Arjuna.

### Nandi
Le taureau blanc Nandi (ou Nandin) est couché à l’arrière du temple d'Arjuna dédié à Shiva dont il est la monture et le messager. Usuellement, on trouve Nandi couché devant l'entrée - et non à l'arrière - des temples dédiés au dieu où les dévots le vénèrent. On lui parle dans l'oreille et étant situé en face de Shiva, il va lui transmettre la requête.

### Le lion
Emblème de la dynastie Pallava ou hommage à la déesse Parvati épouse de Shiva, la présence de cet animal  devant le Ratha Draupadi fait débat entre les spécialistes.

### L'éléphant
Dans la religion hindouiste, Airavata (en sanskrit ऐरावत airāvata ou ऐरावण airāvaṇa, en thaï เอราวัณ Erawan) est un éléphant blanc qui porte le dieu Indra. À la différence de la statue des cinq Rathas placée à l'est de Nakula-Sahadeva, Airavata est généralement représenté avec plusieurs têtes et quatre défenses. On trouve une sculpture le représentant sur une autre partie du site de Mahabalipuram La descente du Gange ou La pénitence d'Arjuna.

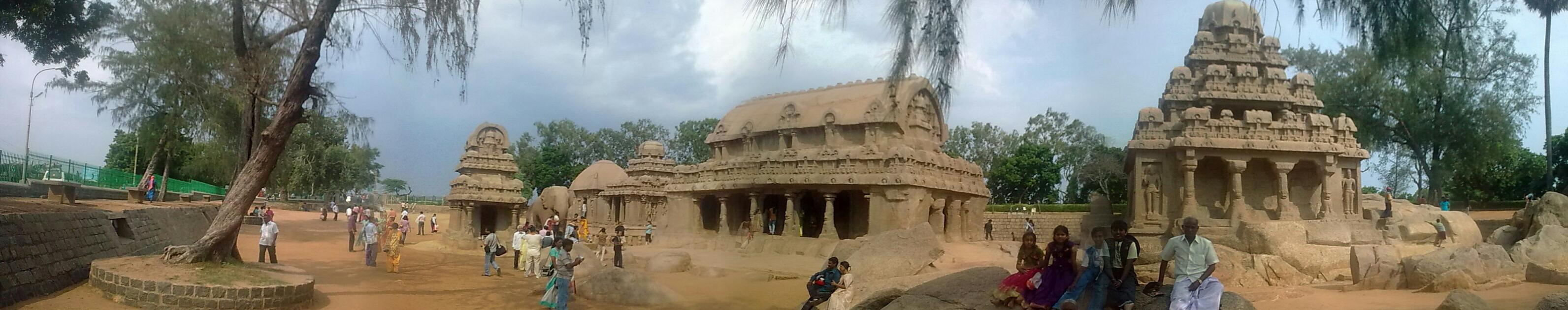
De droite à gauche : Yudhishthira, Bhima, Arjuna, Draupadi (en forme de hutte) et Nakula-Sahadeva.

## Les  Pāndava
Les Cinq Rathas sont désignés par les noms de cinq héros de l'épopée du Mahābhārata, les frères Pāndava. Ce chapitre du Mahābhārata raconte le combat des cinq fils de Pandu (les vertus) contre leurs cousins les cent Kaurava (les vices). La fratrie a Draupadi pour épouse commune.
Les Pandava, ensemble ou séparément, fondent ou visitent de nombreuses cités, ou prasthas. Cinq de ces villes ont été identifiées à des villes existant encore: Indraprastha (Delhi), Panprastha (Panipat), Sonprastha (Sonipat), Tilprastha (Tilpat) et Vyagprastha (Bagpat).
- Draupadi  (devanāgarī : द्रौपदी) est la fille du roi Drupada du Panchala, et devient la femme commune des cinq frères. Elle est l'une des figures féminines essentielles du Mahābhārata.
- Arjuna, "le blanc" (terme étymologiquement parent du latin argentum, "argent") est un des héros de l'épopée du Mahābhārata. Fils du dieu Indra, il est aussi le troisième des cinq Pândava, les fils du roi Pându de Hastinâpura et de ses épouses Kuntî et Mâdrî. Arjuna est un grand archer et un séducteur à qui les apsaras de la cour d'Indra ont appris la danse. On retrouve ce personnage dans une autre partie du site de Mahabalipuram, La descente du Gange ou La pénitence d'Arjuna.
- Bhima est le fils de Vayu, le dieu du vent brutal et fort, et le deuxième des cinq Pândava, les fils de Kuntî et Mâdrî, les épouses du roi Pându de Hastinâpura. Bhima est célèbre pour son grand appétit et sa force physique, qui prime sur son intelligence,
- Sahadeva (en sanskrit सहदेव, sahadéva, "mille dieux") est le frère jumeau de Nakula. Tous deux sont les fils de Madri deuxième épouse de Pandu, et des Ashvins, les dieux jumeaux.
- Nakula, l'un des quatre frères de Sahadeva est son jumeau. Nakula et Sahadeva sont des cavaliers et des bretteurs accomplis.
- Dharmaraja ou Yudhishthira (sanskrit: युधिष्ठिर, yudhiṣṭhira) est droit et sage, mais c'est un joueur.

## Galerie

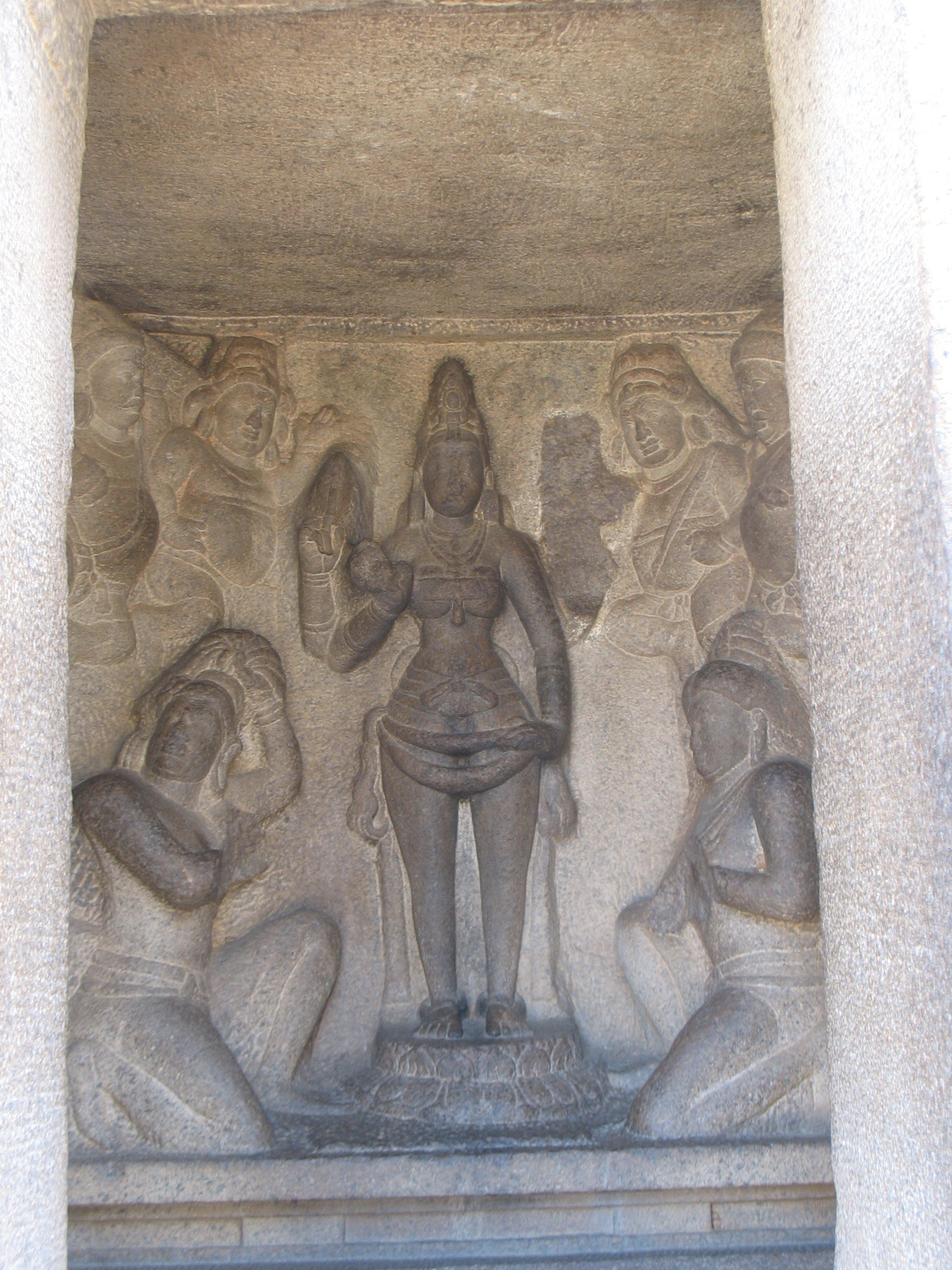
Dourga dans le sanctuaire de Draupadi.
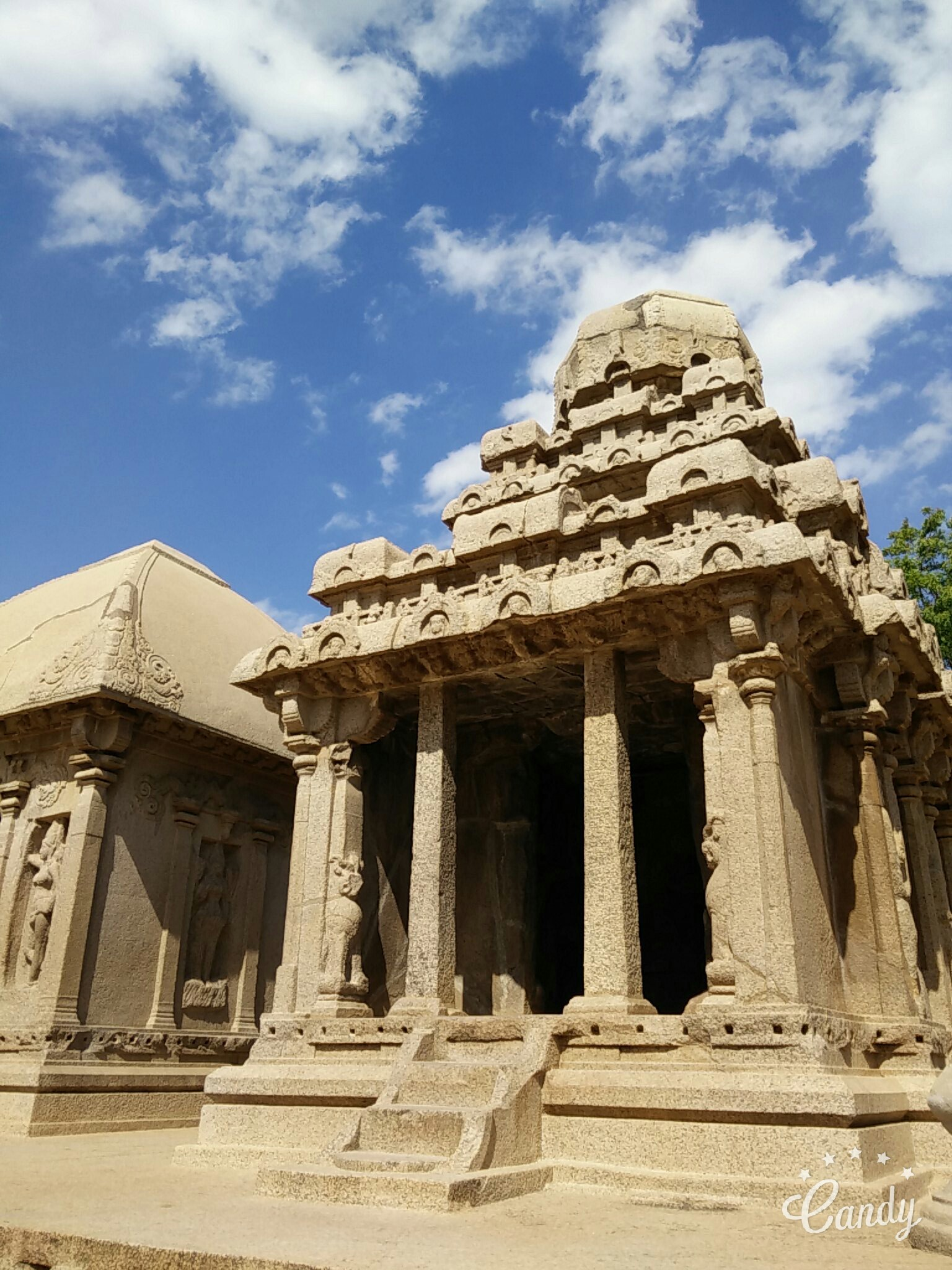
Le porche du temple d'Arjuna.
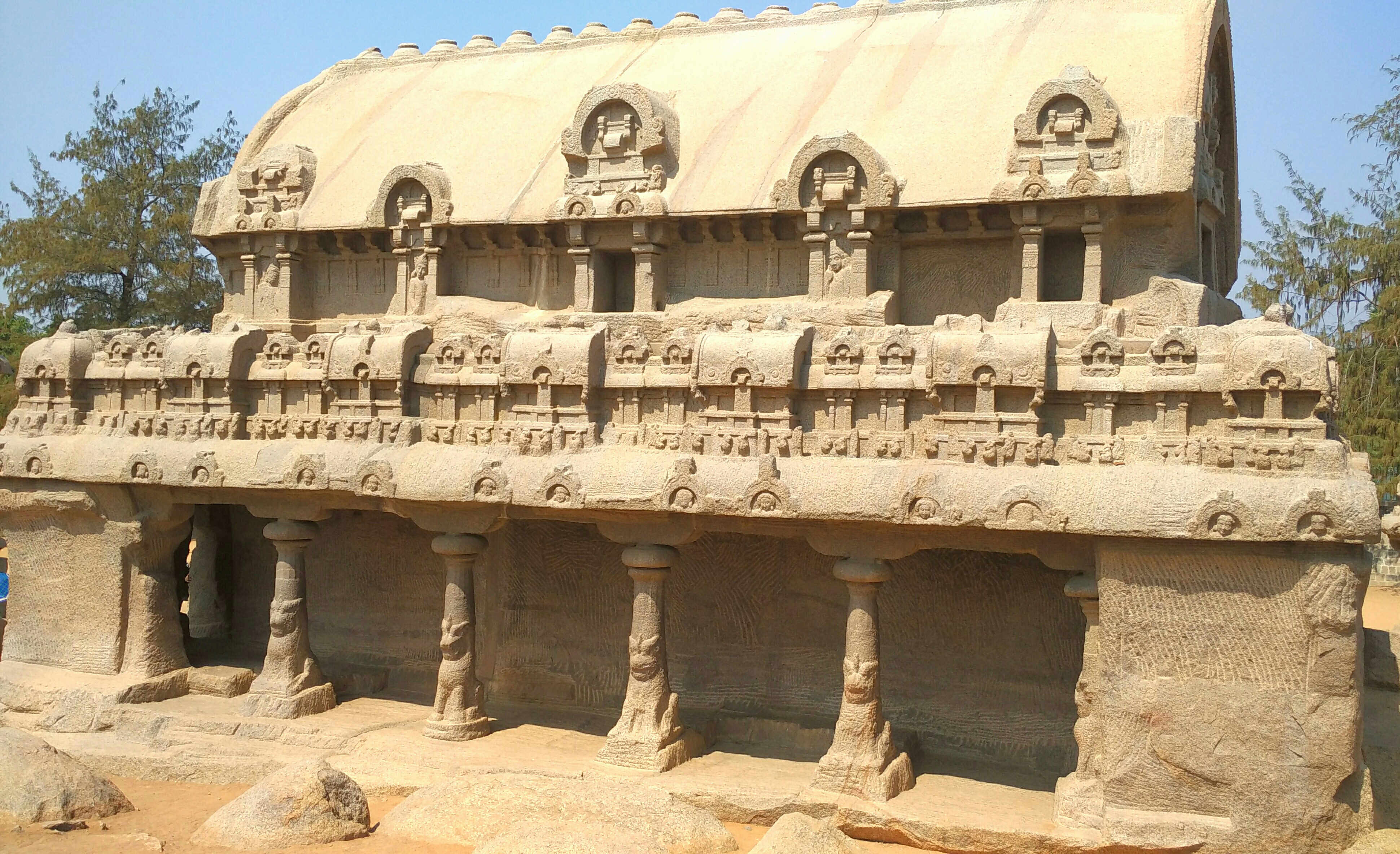
La colonnade de Bhima.
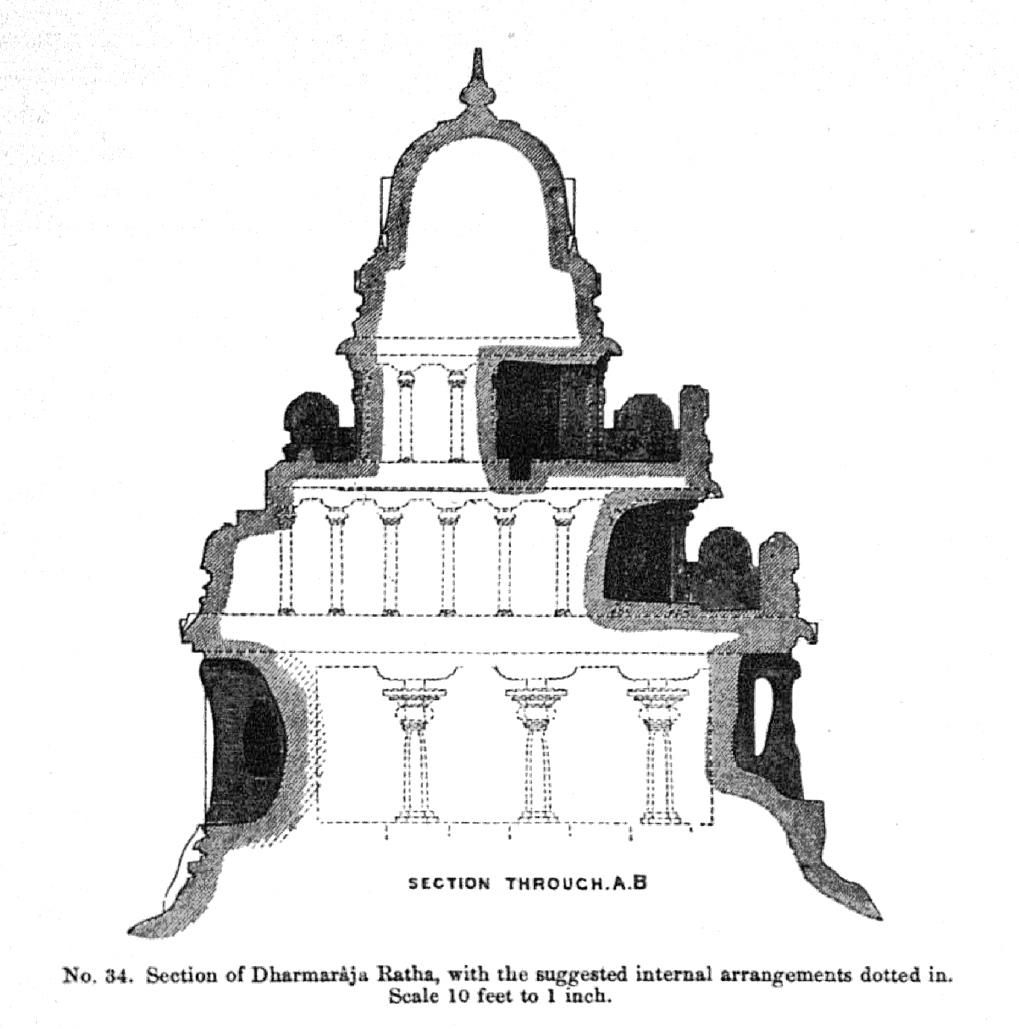
Vue en coupe de Dharmaraja.
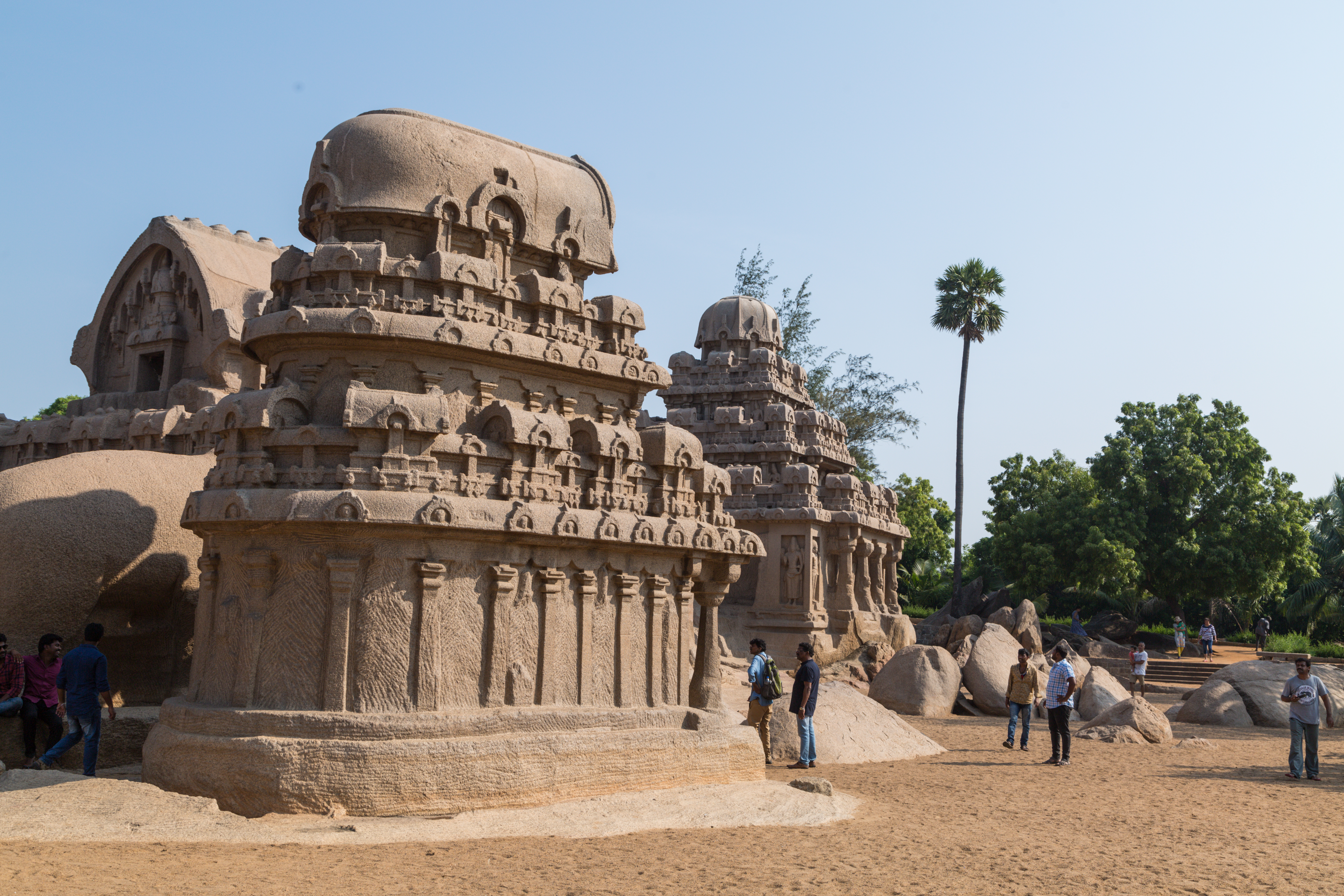
L'abside de Nakula-Sahadeva.
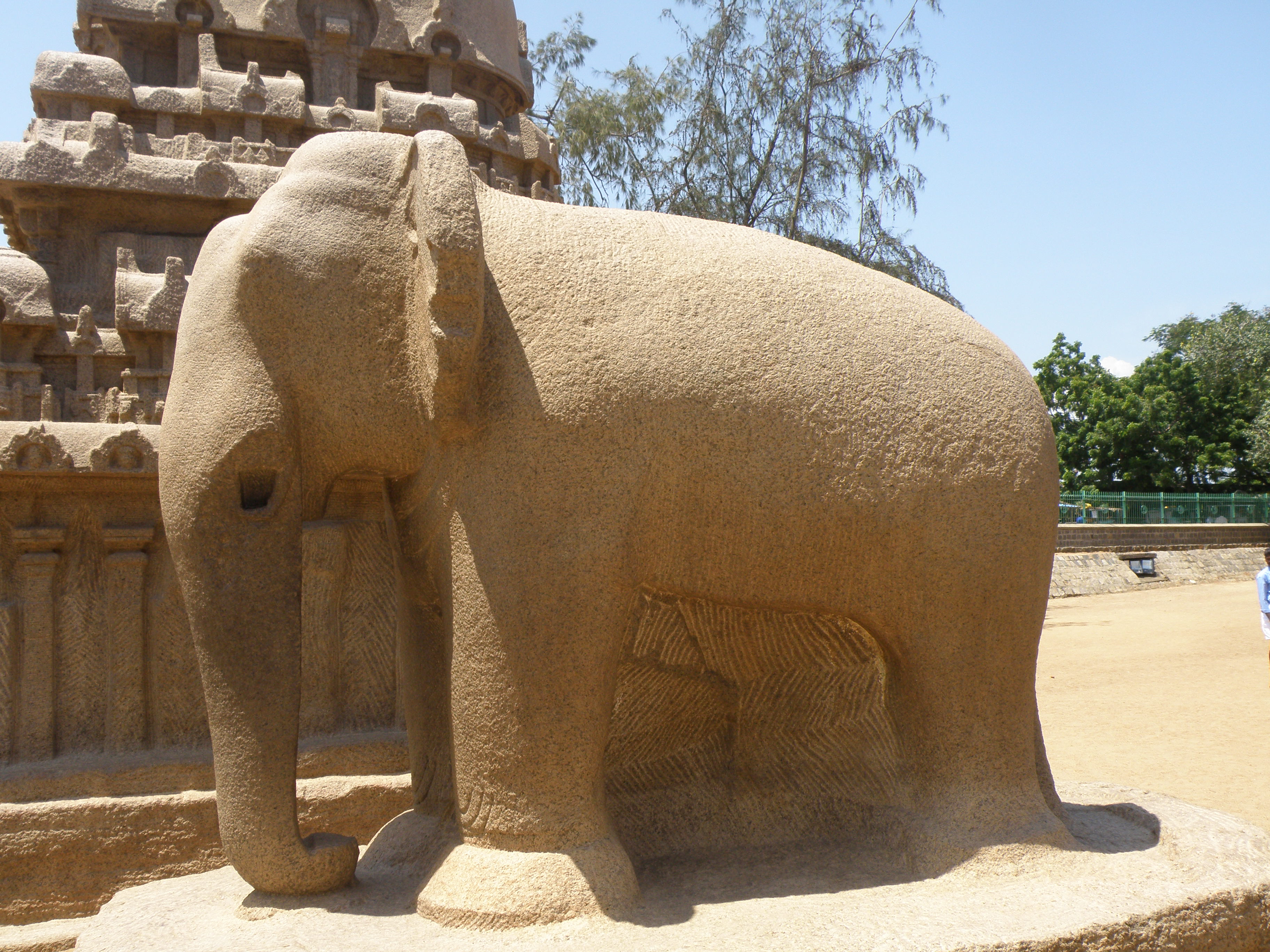
L'éléphant.
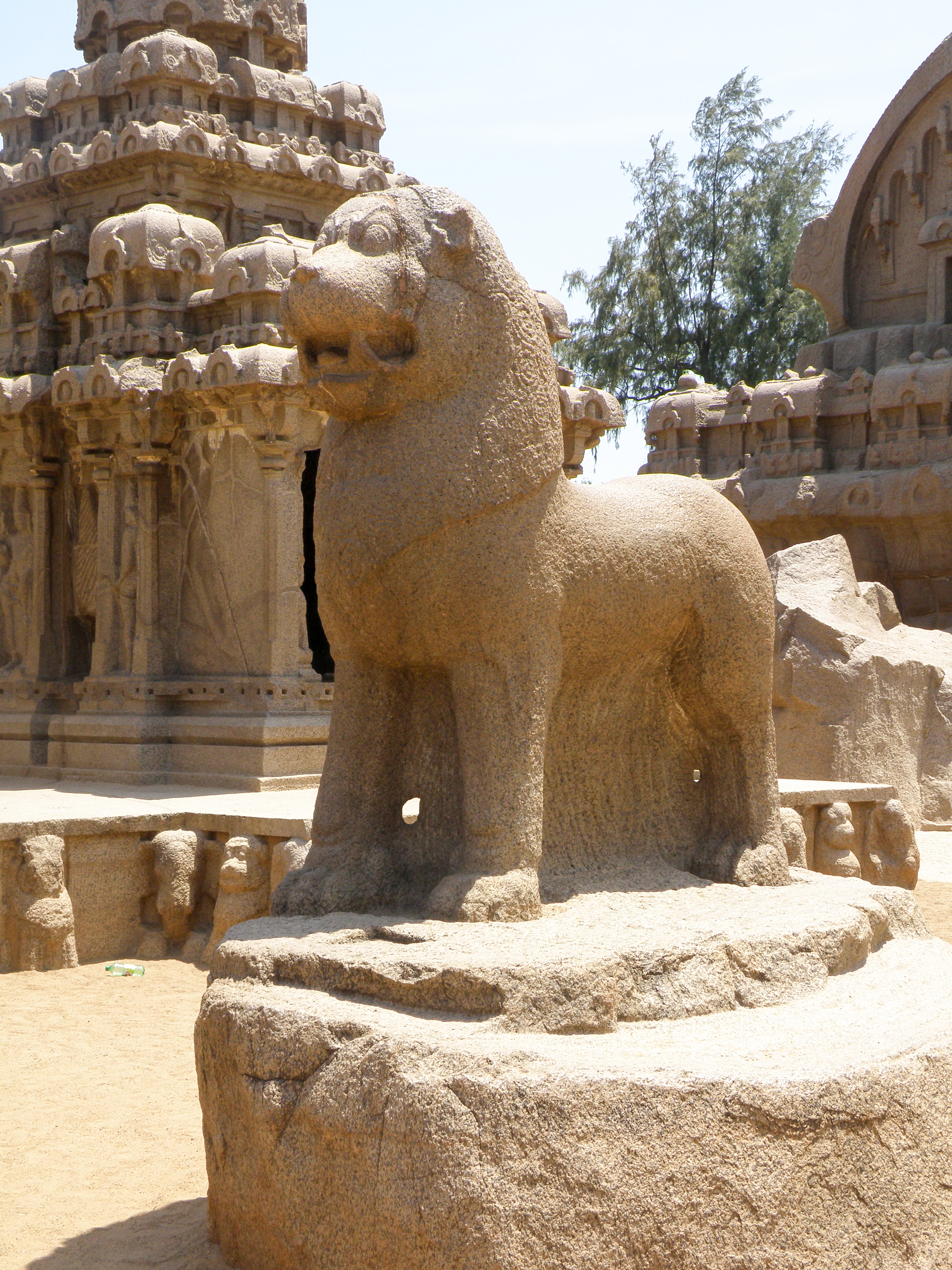
Le lion, emblème des Pallava.
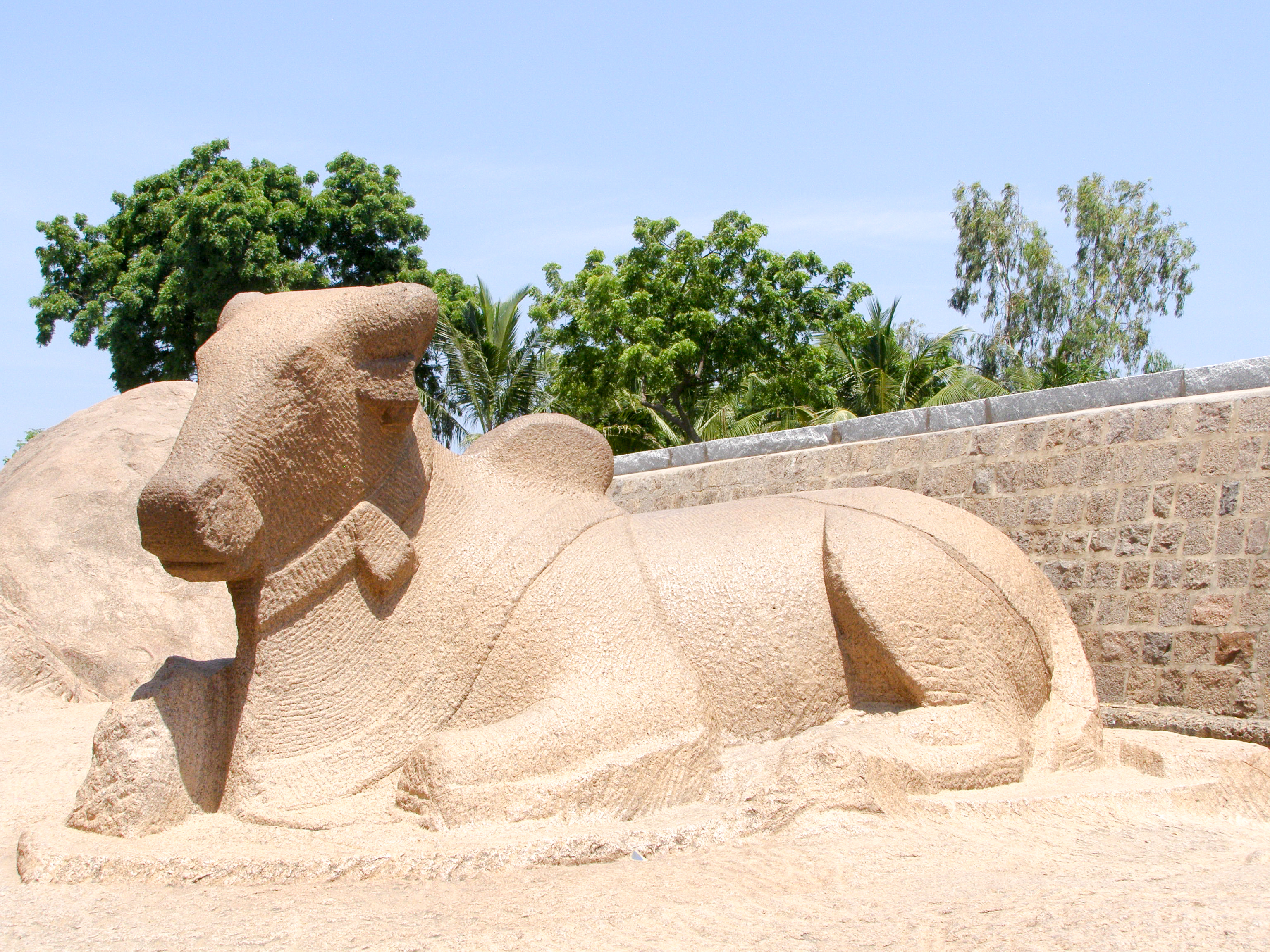
Nandi couché derrière le temple d'Arjuna.